# 29. prosinec
29. prosinec je 363. den roku podle gregoriánského kalendáře (364. v přestupném roce). Do konce roku zbývají 2 dny.

## Události

### Česko
- 1908 – Na Dornychu vzniklo brněnské biografické divadlo s 396 sedadly.  Později neslo názvy Brněnský biograf, kino Edison, Viktoria.
- 1938 – Konal se pohřeb Karla Čapka v Praze. Zorganizoval jej Čapkův přítel Metoděj Jan Zavoral, opat premonstrátského kláštera na pražském Strahově.
- 1941 – Jozef Gabčík s Janem Kubišem, účastníci odbojové operace Anthropoid, byli vysazeni na území České republiky
- 1989 – Československým prezidentem byl zvolen dramatik a disident Václav Havel. Ve funkci vystřídal Gustáva Husáka, který abdikoval 10. prosince téhož roku.

### Svět
- 1170 – Arcibiskup Thomas Becket byl na nepřímý příkaz krále Jindřicha II. zavražděn 4 rytíři před oltářem Canterburské katedrály.
- 1223 – Papež Honorius III. formálně schválil františkánský řád, který v roce 1209 založil Svatý František z Assisi.
- 1845 – Texas byl se souhlasem svých představitelů anektován Spojenými státy a stal se 28. státem USA.
- 1885 – Gottlieb Daimler patentoval v německém Stuttgartu první motocykl.
- 1890 – Masakr cca 300 siouxských mužů, žen a dětí u potoka Wounded Knee americkou armádou.
- 1939 – Zimní válka: Vítězstvím Finska nad Rudou armádou skončila první bitva u Taipale.
- 1940 – Druhá světová válka: Nejhorší a nejničivější nálet na Londýn zápalnými bombami. Při náletu Luftwaffe vypukl v City druhý velký požár Londýna.
- 2020 – Při zemětřesení ve středním Chorvatsku u města Petrinja o síle 6,4 Mw zemřelo sedm lidí.

## Narození

### Česko

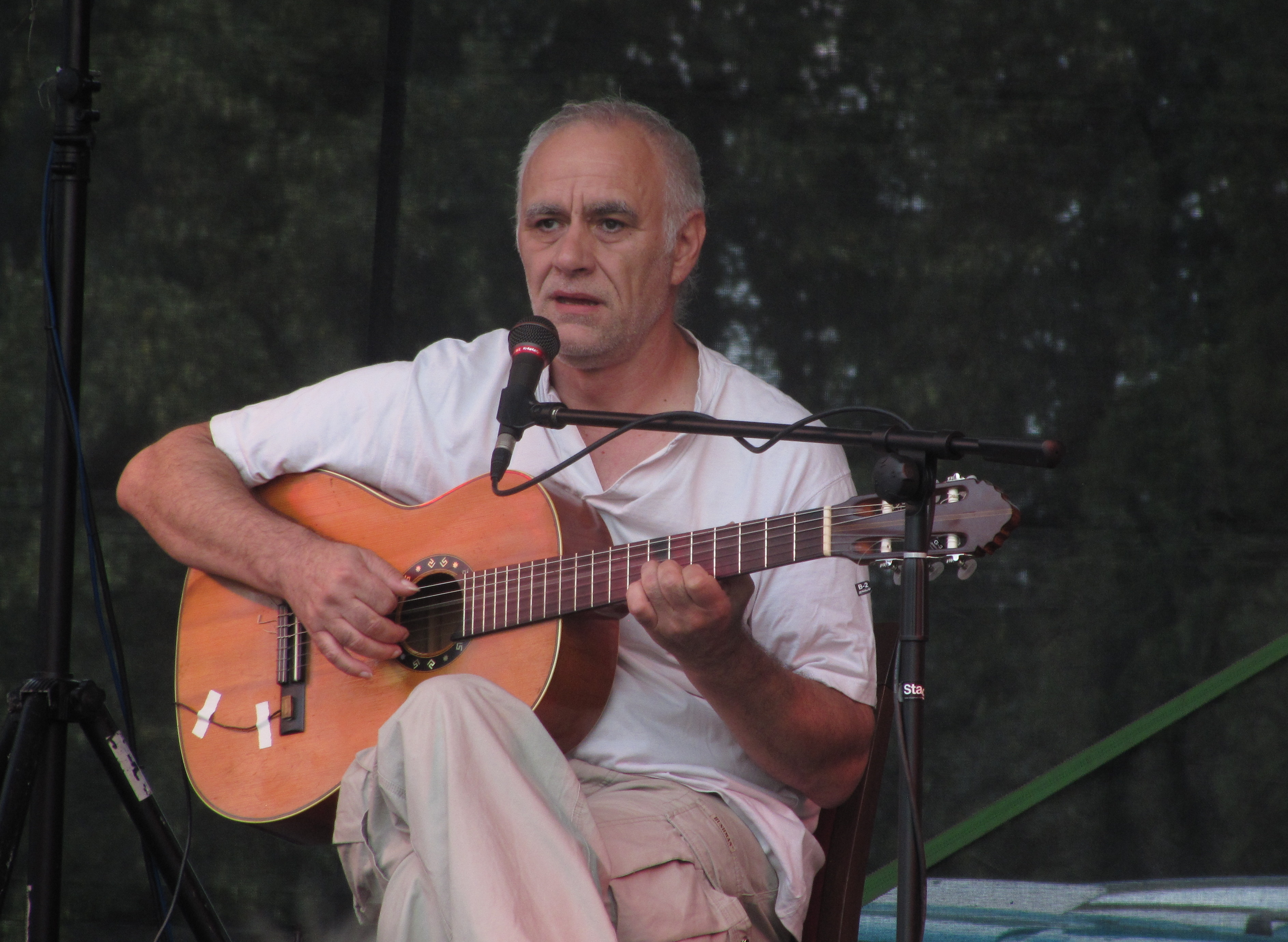
Petr Rímský (* 1955)

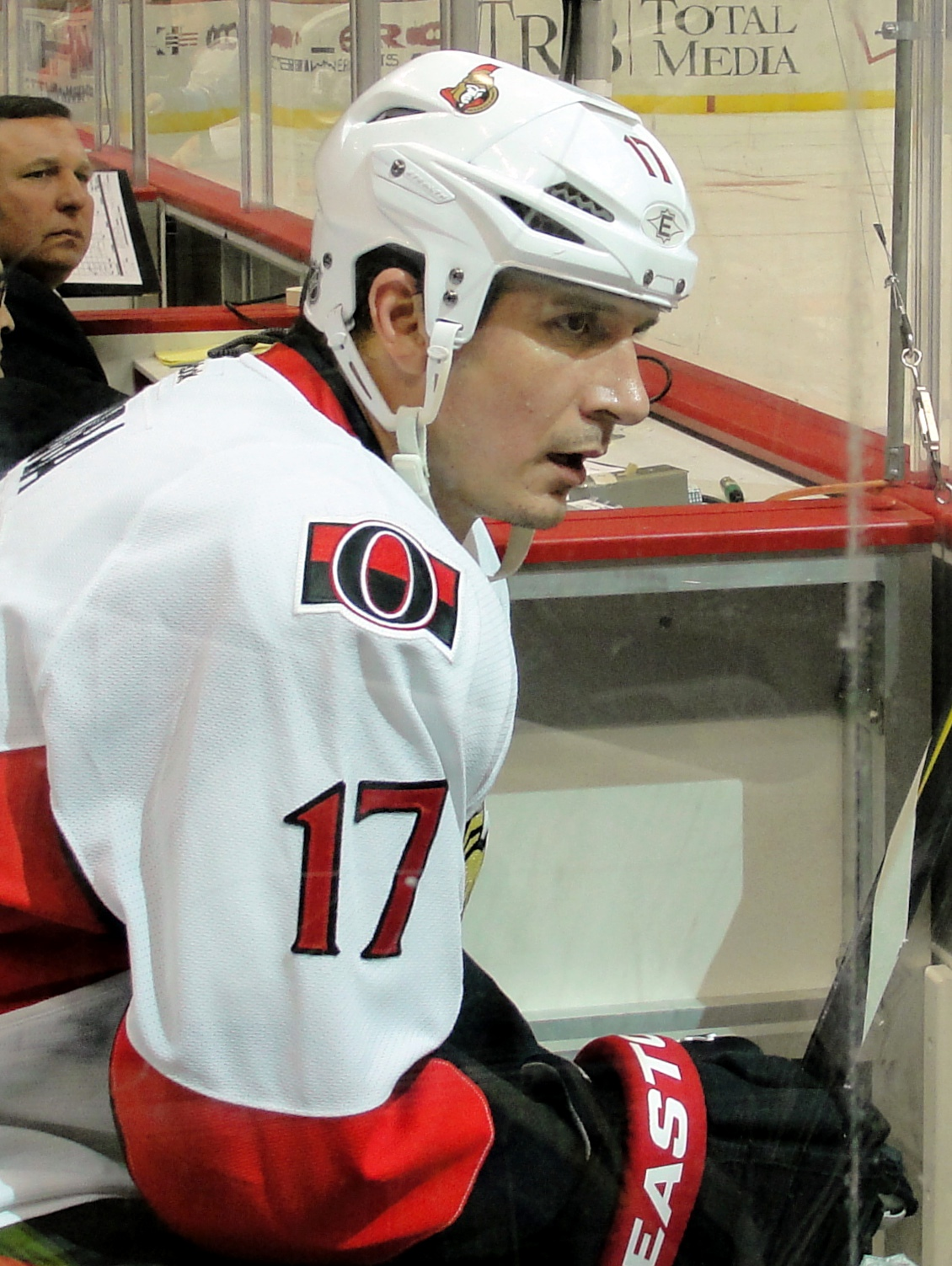
Filip Kuba (* 1976)

- 1716 – Jan Ondřej Kayser z Kaysernu, katolický biskup († 5. května 1776)
- 1779 – Karel Kašpar Reitenberger, opat premonstrátského kláštera v Teplé († 21. března 1860)
- 1790 – Vincenc Zahradník, kněz a spisovatel († 31. srpna 1836)
- 1813 – Karel Sabina, spisovatel a novinář († 9. listopadu 1877)
- 1821 – Jan Evangelista Špirk, kněz († 18. ledna 1904)
- 1823 – Josef Benoni, politik, novinář a překladatel († 18. prosince 1905)
- 1825
  - Sylvestr Krnka, puškař a vynálezce († 4. ledna 1903)
  - Adolf Kögler, rakousko-český inženýr a politik († 4. února 1895)
- 1838 – Woldemar Richard Mazura, obchodník, majitel vinárny, okresní starosta a amatérský fotograf († 3. června 1900)
- 1844 – Václav Červinka, hudební skladatel a spisovatel († 11. listopadu 1929)
- 1853 – Wilhelm Kreiml, rakouský právník a politik německé národnosti z Moravy († 6. listopadu 1930)
- 1856
  - Karel Lustig, spisovatel a publicista († 5. dubna 1924)
  - Alois Blecha, podnikatel a stavitel († 18. března 1902)
- 1867 – Karel Mašek, spisovatel a dramatik († 13. září 1922)
- 1868 – Jakub Maria Alfred Daublebský-Sterneck, botanik a entomolog ze šlechtického rodu († 15. ledna 1941)
- 1869 – Josef Schlegel, rakousko-český právník a politik († 27. dubna 1955)
- 1871 – Rudolf Karel Löw, poslední převor augustiniánského konventu v Bělé pod Bezdězem († 8. března 1948)
- 1877 – Vítězslav Veselý, chemik a vysokoškolský pedagog († 7. června 1964)
- 1881 – Marie Laciná-Pechová, spisovatelka († ?)
- 1883
  - Milan Svoboda, divadelní režisér, pedagog a překladatel († 27. dubna 1948)
  - Jaroslav Stuka, dirigent, sbormistr, hudební skladatel a pedagog († 22. února 1968)
  - Leopold Eisner, český Žid, majitel oděvní firmy v Litomyšli a oběť nacismu († 10. června 1942)
- 1888
  - Josef kardinál Beran, v Plzni; římskokatolický teolog, duchovní, arcibiskup pražský († 17. května 1969)
  - Karel Obršlik, lékař († 1973)
- 1889 – Josef Fanta, fotbalový rozhodčí a funkcionář († 19. října 1960)
- 1893
  - Berthold Bartosch, rakousko-český filmař († 13. listopadu 1968)
  - František Kynych, legionář, důstojník československé armády a oběť komunismu († 29. října 1968)
- 1895 – Rudolf Kubitschek, folklorista, spisovatel a znalec Šumavy († 29. května 1945)
- 1897 – Bohumil Munzar, vojenský a zkušební pilot († 6. června 1922)
- 1898
  - Jan Čarek, spisovatel († 27. března 1966)
  - Tomáš Kuchtík, pedagog a politik († 2. července 1951)
  - Rudolf Smutek, legionář popravený nacisty († 7. května 1942)
- 1901 – Emanuel Löffler, gymnasta, olympionik († 5. srpna 1986)
- 1905 – Pavel Poucha, orientalista, mongolista, zakladatel české tocharistiky († 15. ledna 1986)
- 1906 – Oldřich Straka, fotograf († 14. ledna 1983)
- 1910 – Jarmila Kšírová, operní a operetní zpěvačka a filmová herečka († 27. listopadu 1983)
- 1911 – Milada Netušilová, odborová funkcionářka a politička KSČ († 30. října 1999)
- 1913 – Vladimír Šustr, spisovatel († 17. listopadu 1987)
- 1915
  - Karel Paťha, překladatel, autor povídek († 22. listopadu 1984)
  - Oldřich Kapler, přírodovědec († 4. března 1998)
  - Leonard Smrček, voják († 23. června 1941)
- 1919
  - Anežka Merhautová, historička umění († 22. července 2015)
  - František Pilnay, politik († ?)
- 1922 – Miloslava Kalibová, jedna z lidických žen, které přežily vypálení obce nacisty († 27. prosince 2019)
- 1925
  - Drahomír Kolder, komunistický politik († 20. srpna 1972)
  - Alena Ladová, malířka († 25. června 1992)
- 1926 – Zdeněk Kessler, předseda Ústavního soudu ČR († 25. srpna 2003)
- 1928 – Zdeněk Remsa, skokan na lyžích († 22. června 2019)
- 1931 – Jan Konopásek, jazzový flétnista a baryton saxofonista († 13. listopadu 2020)
- 1933 – Josef Kůta, politik KSČM († únor 2018)
- 1938
  - Jiří Nikodým, ministr financí České republiky
  - Helena Tlaskalová-Hogenová, imunoložka
- 1940 – Marie Kremerová, operní pěvkyně-sopranistka
- 1942 – Karel Bělohoubek, hudební skladatel, dirigent, klarinetista a fagotista († 31. prosince 2016)
- 1944
  - Jaroslav Nedvěd, hokejista († 3. června 2019)
  - Tomáš Laně, turkolog, diplomat a překladatel
- 1946 – Pavel Bělíček, spisovatel, lingvista, literární historik, kritik
- 1949 – Josef Novotný, nestranný politik
- 1950 – Karel Belcredi, lékař a příslušník šlechtického rodu Belcredi
- 1952
  - Stanislav Rovný, režisér a umělecký kovář
  - Jiří Vlach, místopředseda Poslanecké sněmovny
  - Svatomír Recman, komunistický politik
  - Jan Svatoň, právník a vysokoškolský pedagog
- 1954 – František Pecivál, hokejový útočník
- 1955
  - Petr Rímský, komediant, písničkář a kytarista
  - Pavel Složil, tenista a tenisový trenér
- 1957 – Milan Venclík, regionální politik
- 1958 – Tomáš Schilla, violoncellista
- 1959 – Ilona Mauritzová, vysokoškolská pedagožka
- 1963
  - Dušan Fábry, fotbalista a reprezentační útočník
  - Petr Maléř, fotbalový trenér
- 1964
  - Lenka Lanczová, spisovatelka románů pro mládež
  - Svatava Kysilková, basketbalistka
  - Norbert Lichý, herec a hudebník († 16. ledna 2024)
- 1967 – Roman Kříž, právník, politik a aktivista
- 1968 – Michal Habrda, skladatel hudby, multiinstrumentalista, hudebník, filmař, kameraman
- 1971 – Dominik Feštr, basketbalista
- 1972 – Jaromír Blažek, fotbalový brankář
- 1973 – Jiří Janeček, politik
- 1974 – Dagmar Damková, fotbalistka
- 1976 – Filip Kuba, hokejista
- 1978 – Petr Čadek, profesionální tanečník
- 1979 – Aleš Petřík, basketbalista
- 1981 – Jakub Čutta, hokejový obránce
- 1982 – Jaroslav Hübl, hokejový brankář
- 1990 – Adéla Jonášová, zpěvačka folkové a populární hudby
- 1992 – Tomáš Král, hokejový brankář
- 1993 – Jan Sýkora, fotbalista
- 2000 – Pavel Šulc, fotbalista
- 2001 – Filip Langer, florbalista

### Svět

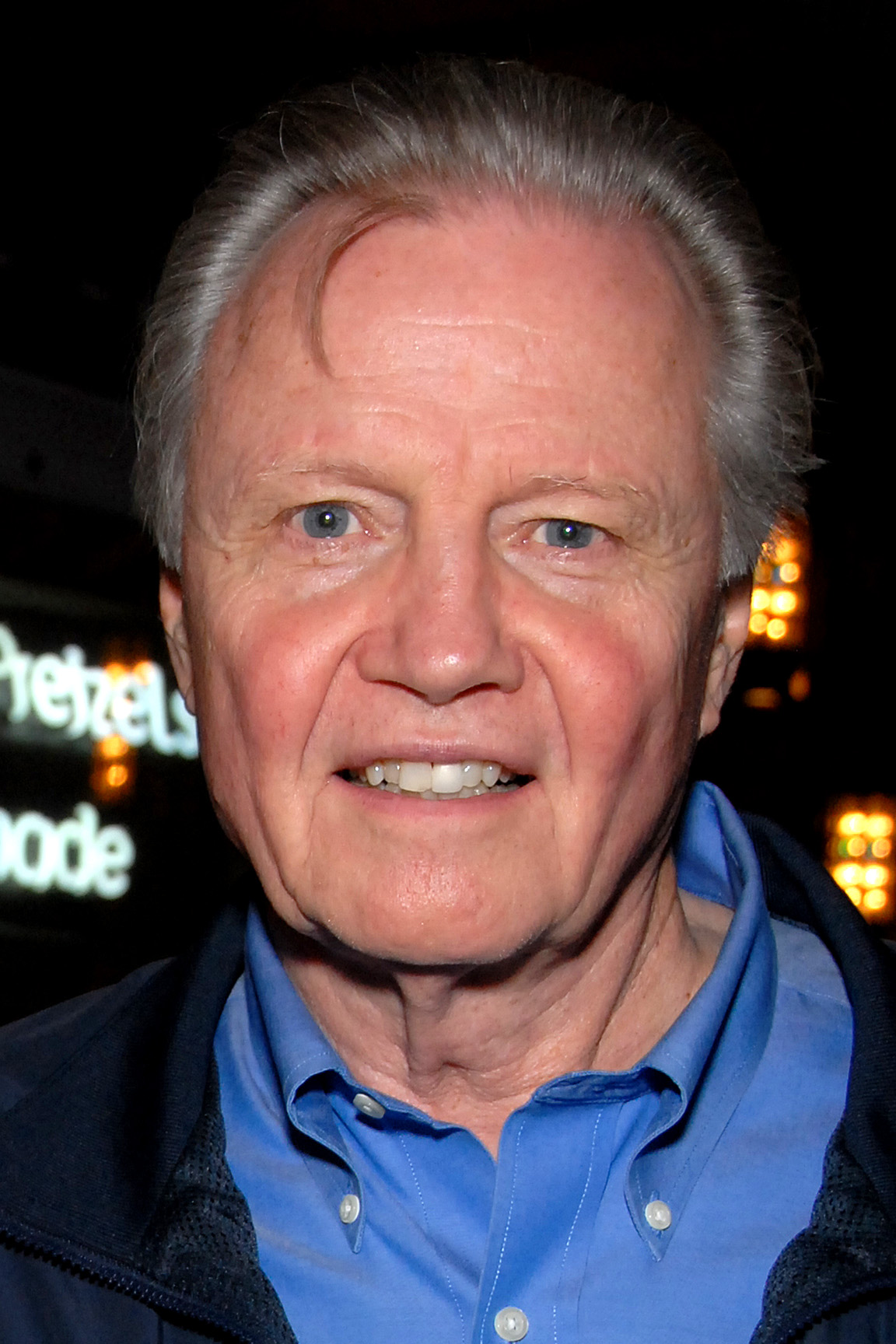
Jon Voight (* 1938)

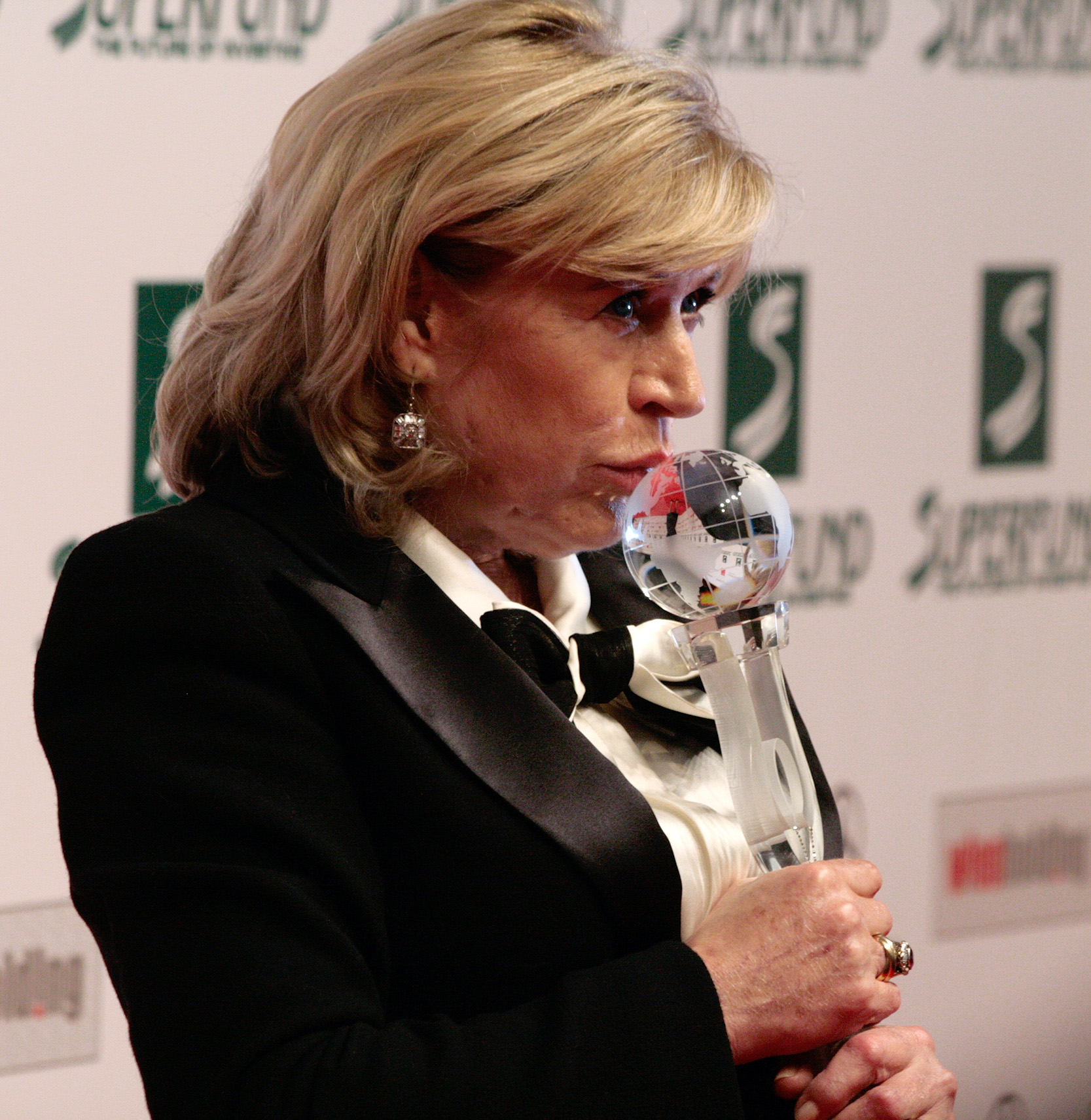
Marianne Faithfullová (* 1946)

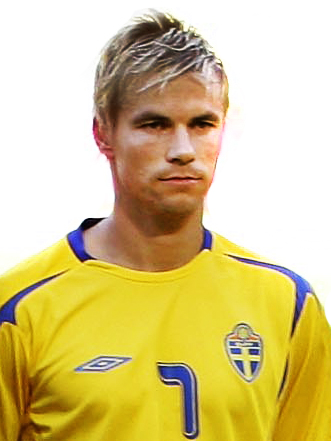
Niclas Alexandersson (* 1971)

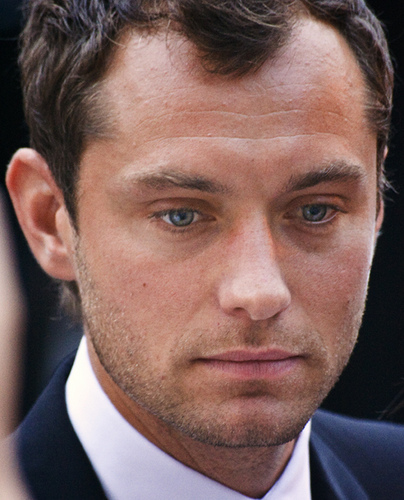
Jude Law (* 1972)

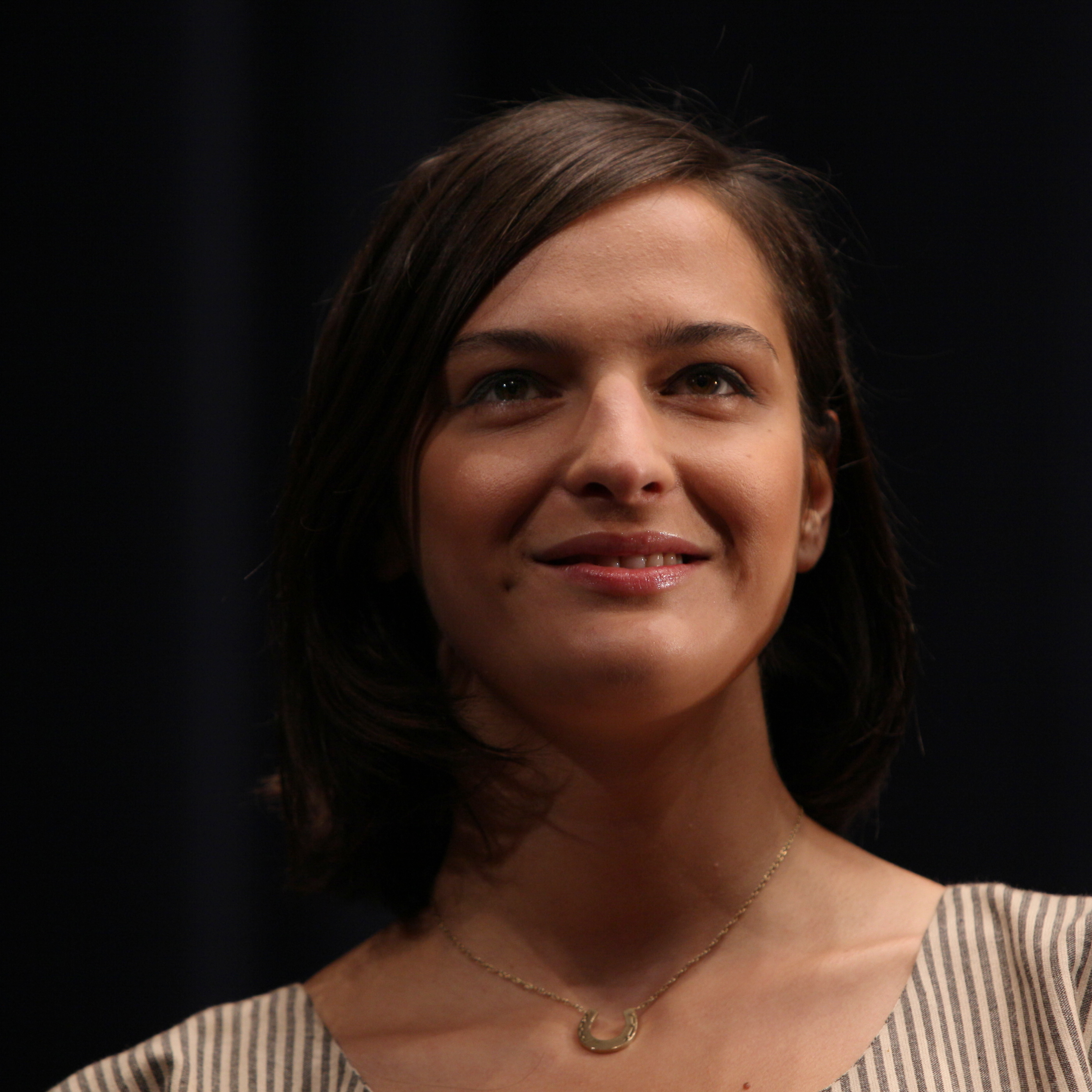
Jana Kirschner (* 1978)

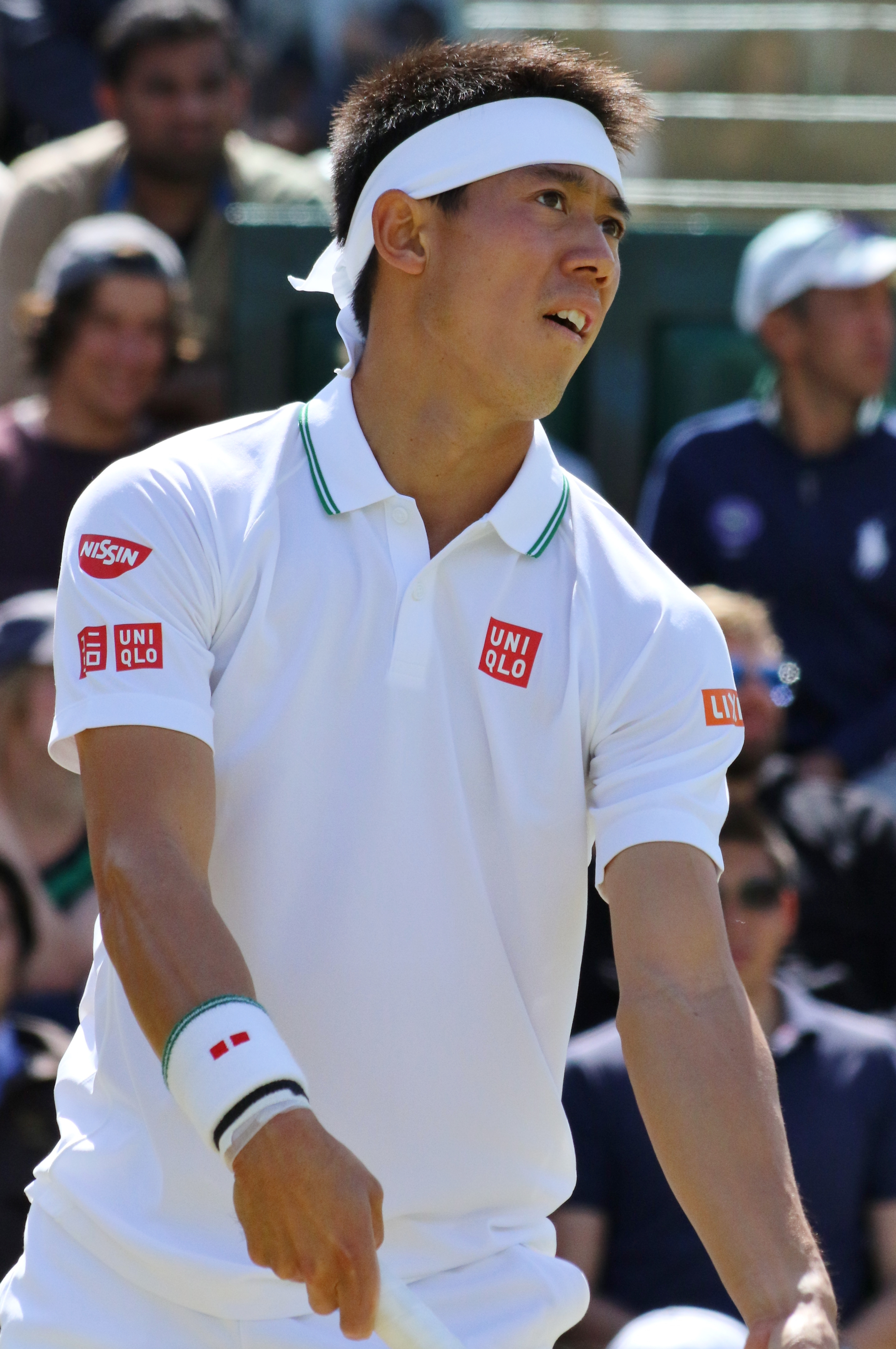
Kei Nišikori (* 1989)

- 1552 – Jindřich I. Bourbon-Condé, francouzský princ a hugenotský generál († 5. března 1588)
- 1709 – Alžběta I. Petrovna, ruská carevna († 5. ledna 1762)
- 1721 – Madame de Pompadour, milenka Ludvíka XV. († 15. dubna 1764)
- 1753 – Vilemína z Lichtenau, milenka pruského krále Fridricha Viléma II. († 9. června 1820)
- 1774 – Johann Philipp Neumann, rakouský fyzik, knihovník a básník († 3. října 1849)
- 1788
  - Tomás de Zumalacárregui, španělský generál († 24. června 1835
  - Christian Jürgensen Thomsen, dánský archeolog, autor třídobé periodizace pravěkých dějin († 21. května 1865)
- 1800 – Charles Goodyear, americký vynálezce († 1. července 1860)
- 1808 – Andrew Johnson, 17. prezident USA († 31. července 1875)
- 1809
  - Albert Pike, americký právník, spisovatel a voják († 2. dubna 1891)
  - William Gladstone, britský premiér († 19. května 1898)
- 1816 – Carl Ludwig, německý lékař, fyziolog a profesor († 23. dubna 1895)
- 1825 – Ivan Krstitelj Machiedo, rakouský právník a politik z Dalmácie († 3. července 1905)
- 1828 – Júlia Szendrey, uherská básnířka, spisovatelka a překladatelka († 6. září 1868)
- 1832 – Mořic Loth, židovský americký podnikatel, spisovatel, novinář († 18. února 1913)
- 1837 – Batilda Anhaltsko-Desavská, anhaltsko-desavská princezna z rodu Askánců († 10. února 1902)
- 1835 – Hermann von Loebl, předlitavský státní úředník a politik († 12. března 1907)
- 1843
  - William Botting Hemsley, anglický botanik († 7. října 1924)
  - Alžběta zu Wied, rumunská královna a spisovatelka († 2. března 1916)
- 1850 – Tomás Bretón, španělský dirigent a hudební skladatel († 2. prosince 1923)
- 1855 – Josef Wille, rakouský křesťansko sociální politik († 24. února 1935)
- 1857 – Louis Abel-Truchet, francouzský malíř († 9. září 1918)
- 1859
  - Zeynab Ilhamy, osmanská a egyptská princezna († 17. května 1918)
  - Venustiano Carranza, jeden z vůdců mexické revoluce († 21. května 1920)
- 1860 – Kamillo Horn, německý skladatel a hudební pedagog († 3. září 1941)
- 1870 – Jerzy Baworowski, rakouský šlechtic a politik polské národnosti († 6. září 1933)
- 1876 – Pablo Casals, katalánský violoncellista a dirigent († 22. října 1973)
- 1879 – Witold Wojtkiewicz, polský malíř († 14. června 1909)
- 1881
  - Ljubov Dmitrijevna Bloková, ruská herečka a autorka literatury o tanci († 27. září 1939)
  - Paul Rosenberg, francouzský obchodník s uměním († 29. června 1959)
- 1885 – Roman Fjodorovič Ungern von Sternberg, ruský vojenský důstojník baltskoněmeckého původu zvaný Šílený Baron († 15. září 1921)
- 1896 – David Alfaro Siqueiros, mexický malíř († 6. ledna 1974)
- 1897 – Anselm Ahlfors, finský zápasník, reprezentant v zápase řecko-římském († 13. srpna 1974)
- 1902 – Han Kjong-džik, korejský křesťanský pastor a misionář († 19. dubna 2000)
- 1903 – Candido Portinari, brazilský malíř, představitel neorealismu († 6. února 1962)
- 1910 – Ronald H. Coase, britský ekonom, Nobelova cena za ekonomii 1991 († 2. září 2013)
- 1911 – Klaus Fuchs, německý teoretický fyzik († 28. ledna 1988)
- 1913 – Pierre Werner, lucemburský politik († 24. června 2002)
- 1917 – David Hampshire britský automobilový závodník († 1990)
- 1918
  - Sergej Machonin, literární kritik a teoretik († 24. listopadu 1995)
  - Mado Robin, francouzská sopranistka († 10. prosince 1960)
- 1920 – Viveca Lindfors, švédská herečka († 25. října 1995)
- 1921
  - Dobrica Ćosić, prezident Federativní republiky Jugoslávie († 18. května 2014)
  - Jozef Gabriška, slovenský a československý politik († 2004)
- 1924 – Kim Song-ae, druhá manželka severokorejského vůdce Kim Ir-sena († září 2014)
- 1926 – Július Vašek, slovenský herec († 1. května 2009)
- 1927
  - Leon Kamin, americký psycholog († 22. prosince 2017)
  - Andy Stanfield, americký sprinter, dvojnásobný olympijský vítěz († 15. června 1985)
- 1929
  - Matt Murphy, americký bluesový kytarista († 15. června 2018)
  - Gerhard Helbig, německý lingvista († 29. května 2008)
- 1933 – Norman Morrison, americký kvaker, který se upálil na protest proti válce ve Vietnamu († 2. listopadu 1965)
- 1934 – Valentina Steninová, sovětská rychlobruslařka
- 1937
  - Maumoon Abdul Gayoom, prezident Maledivské republiky
  - Sayeeda Khanam, první profesionální bangladéšská fotografka († 18. srpna 2020)
- 1938
  - Freddie Hubbard, americký jazzový trumpetista († 29. prosince 2008)
  - Jon Voight, americký herec
  - Gianluigi Saccaro, italský sportovní šermíř († 17. února 2021)
- 1939
  - Konrad Fiałkowski, polský vědec a spisovatel († 23. listopadu 2020)
  - Marie-Clémentine Anuarite Nengapeta, konžská řeholnice kongregace Sester Svaté rodiny a mučednice († 1. prosince 1964)
- 1940 – Ray Thomas, anglický hudebník († 4. ledna 2018) 
  - Fred Hansen, americký atlet, olympijský vítěz ve skoku o tyči
  - Ekkehard von Braunmühl, německý novinář a aktivista († 24. června 2020)
  - Brigitte Kronauerová, německá spisovatelka († 22. července 2019)
  - Néstor Combin, francouzský fotbalista
- 1942
  - Rick Danko, kanadský hudebník, skladatel, zpěvák, herec († 10. prosince 1999)
  - Óscar Andrés Rodríguez Maradiaga, honduraský kardinál
  - Cordula Trantow, německá herečka a režisérka
- 1943
  - Bill Aucoin, americký manažer († 28. června 2010)
  - Rick Danko, kanadský hudebník, skladatel, zpěvák, herec († 10. prosinec 1999)
  - Larry Hurtado, americký badatel Nového zákona a historik raného křesťanství († 25. listopadu 2019)
- 1944 – Gilbert Adair, skotský spisovatel, básník, filmový kritik, novinář a překladatel († 8. prosince 2011)
- 1945 – Zagalav Abdulbekov, sovětský zápasník, volnostylař, olympijský vítěz
- 1946
  - Marianne Faithfullová, anglická zpěvačka, hudební skladatelka, hudebnice a herečka
  - Gilles Peress, francouzský novinářský fotograf
- 1947
  - Cozy Powell, britský rockový bubeník († 5. dubna 1998)
  - Ted Danson, americký herec a producent
- 1948 – Jurij Gorbačov, ruský malíř a sochař
- 1950 – Ján Ilavský, slovenský fotbalista
- 1951 – Azer Karimov, zástupce Evropského centra arménské diaspory
- 1952
  - Joe Lovano, americký saxofonista
  - Raimund Schreier, tyrolský římskokatolický kněz
- 1953
  - Gali Atari, izraelská herečka a zpěvačka
  - Thomas Bach, německý olympijským vítězem v šermu fleretem
  - Joe Vitale, americký profesionální kouč, motivační řečník, spisovatel
  - Jimmy Copley, anglický bubeník († 13. května 2017)
  - Matthias Platzeck, německý sociálnědemokratický politik
  - Kate Schmidtová, americká držitelka světového rekordu v oštěpu
  - Stanley Williams, jeden ze zakladatelů amerického černošského gangu Crips († 13. prosince 2005)
- 1954 – Jimmy Abegg, americký kytarista, skladatel, režisér, fotograf a výtvarník
- 1957 – Bruce Beutler, americký imunolog a genetik, Nobelova cena 2011
- 1958
  - Nancy Jane Currie-Greggová, americká astronautka
  - Bobby Weaver, americký zápasník, olympijský vítěz
  - Andreas Dackell, švédský hokejový útočník
  - Lachdar Belloumi, alžírský fotbalista, reprezentant a trenér
- 1959
  - Patricia Clarksonová, americká filmová, televizní a divadelní herečka
  - Andy McNab, britský voják jednotek SAS a spisovatel
  - László Kövér, prozatímní prezident Maďarska
- 1962
  - Carles Puigdemont, katalánský politik
  - Wynton Rufer, novozélandský fotbalista
- 1963 – Dave McKean, anglický ilustrátor, fotograf, grafický designér
- 1965 – Dexter Holland, zpěvák a kytarista
- 1966
  - Chris Barnes, americký hudebník
  - Stefano Eranio, italský fotbalista
  - Christian Kracht, švýcarský autor a novinář
  - Janez Šušteršič, slovinský politik
- 1967 – Andy Wachowski, americký režisér
- 1969
  - Jennifer Ehle, americká divadelní i filmová herečka
  - Allan McNish, britský automobilový závodník
- 1970
  - Holger Apfel, německý politik
  - Aled Jones, velšský zpěvák
  - Ulrike Adebergová, německá a východoněmecká rychlobruslařka
  - Enrico Chiesa, italský fotbalový útočník a reprezentant
- 1971
  - Niclas Alexandersson, švédský fotbalista
  - Dominic Dale, anglický profesionální hráč snookeru
- 1972
  - Jude Law, britský herec
  - Leonor Varela, chilská herečka
  - Jason Kreis, americký fotbalista a reprezentant
- 1974
  - Adrian von Arburg, švýcarský historik
  - Jevgenij Tarelkin, ruský pilot a kosmonaut
- 1975
  - Shawn Hatosy, americký herec
  - Mojca Erdmann, německá sopranistka
- 1976 – Michal Hvorecký, slovenský spisovatel a publicista
- 1977 – Katherine Moennig, americká herečka
- 1978
  - Jana Kirschner, slovenská zpěvačka
  - Kieron Dyer, anglický fotbalový záložník a reprezentant
- 1979
  - Angelo Taylor, atlet USA
  - Diego Luna, mexický herec
- 1980 – Yvonne Bönischová, německá zápasnice, judistka
- 1981
  - Charlotte Riley, anglická herečka
  - Natalia Jiménez, mexická zpěvačka španělského původu
  - Šizuka Arakawová, japonská profesionální krasobruslařka
  - Čo Su-hui, korejská zápasnice-judistka
- 1982
  - Kali, slovenský rapper
  - Marko Baša, černohorský fotbalový obránce a reprezentant
  - Alison Brie, americká herečka
- 1984 – Sean Ali Stone, americký filmový režisér, producent, kameraman
- 1985
  - Nicolas Limbach, německý sportovní šermíř
  - Juka Nišidaová, japonská judistka
- 1987
  - Iain De Caestecker, skotský televizní a filmový herec
  - Juka Kobajašiová, japonská reprezentantka ve sportovním lezení
  - Derek Sua, samoánský zápasník–judista
- 1988
  - Michaela Kociánová, slovenská topmodelka
  - Ágnes Szávayová, maďarská tenistka
  - Tori Andersonová, kanadská herečka
- 1989 – Kei Nišikori, japonský tenista
- 1990 – Sofiane Hanni, francouzsko-alžírský fotbalový záložník
- 1992
  - Mislav Oršić, chorvatský fotbalista
  - Ruslan Murašov, ruský rychlobruslař
- 1995 – Ross Lynch, americký herec, zpěvák, instrumentalista a tanečník
- 1996
  - Dylan Minnette, americký herec a muzikant
  - Sana Minatozakiová, japonská zpěvačka, modelka, tanečnice a rapperka
- 1997
  - Josh Katz, australský zápasník
  - Hannes Puman, švédský reprezentant ve sportovním lezení
- 1998 – Victor Osimhen, nigerijský fotbalista
- 1999 – Francisco Trincão, portugalský fotbalista
- 2010 – Savannah Phillipsová, pravnučka bývalé britské královny Alžběty II.

## Úmrtí

### Česko

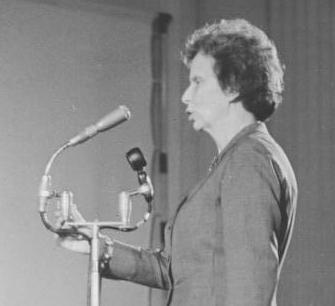
Gertruda Sekaninová-Čakrtová († 1986)

- 1250 – Ctibor zvaný Moudrá hlava, šlechtic, sudí a jeden z iniciátorů odboje proti králi Václavovi I. (* ?)
- 1333 – Jindřich Berka z Dubé, šlechtic a olomoucký biskup (* ?)
- 1669 – Jakub Schedlich, česko-německý varhanář (* březen 1591)
- 1678 – František Eusebius z Pöttingu, rakousko-český šlechtic (* 10. prosince 1627)
- 1806 – Ondřej Kusý, český tenorista, violoncellista a skladatel (* 27. března 1761)
- 1854 – Jan Pravoslav Koubek, český a rakouský pedagog, básník a politik (* 4. června 1805)
- 1875 – František Piťha, chirurg, urolog, rektor Univerzity Karlovy (* 8. února 1810)
- 1879 – Eduard Hlawaczek, lázeňský lékař a autor populární monografie o Karlových Varech (* 26. září 1808)
- 1887 – Josef Gustav Kolenatý, katolický kněz-premonstrát, opat Strahovského kláštera (* 16. prosince 1819)
- 1898 – František Steiner, poslanec Českého zemského sněmu (* 19. května 1819)
- 1904 – Josef Šimáček, vinař (* 18. ledna 1837)
- 1908 – Václav Naxera, poslanec Českého zemského sněmu a Říšské rady, starosta Jindřichova Hradce (* 1835)
- 1909 – Hermenegild Jireček, právní historik (* 13. dubna 1827)
- 1915
  - František Nábělek, pedagog, fyzik a astronom (* 3. března 1852)
  - Albert Werunsky, rakouský a český advokát a politik (* 13. března 1843)
- 1916 – Gustav Gschier, rakouský a český advokát a politik (* 30. listopadu 1852)
- 1929 – Josef Sochor, rakouský a český politik (* 5. ledna 1865)
- 1930 – Josef Slabý, děkan teologické fakulty v Olomouci (* 26. března 1869)
- 1934 – Alois Bouda, malíř a výtvarný pedagog (* 25. ledna 1867)
- 1935 – František Kopřiva, československý politik (* 26. července 1879)
- 1937 – Jan Mazánek, učitel, hudebník, hudební pedagog (* 13. května 1851)
- 1941 – Josef Florian, literát, vydavatel a překladatel (* 9. února 1873)
- 1949 – Evžen Linhart, architekt (* 20. března 1898)
- 1953
  - Jozef Trojan, odbojář a politik (* 25. března 1906)
  - Rudolf Novotný, československý voják a příslušník výsadku Spelter (* 28. prosince 1914)
- 1954 – Alois Čenský, architekt (* 22. června 1868)
- 1956 – Jindřich Langner, kanovník Katedrální kapituly u sv. Štěpána v Litoměřicích (* 1. října 1870)
- 1957
  - Václav Mrázek, sériový vrah, kterému bylo prokázáno celkem 7 vražd (* 22. října 1925)
  - Jiří Vopršal, divadelní scénograf, herec a režisér (* 28. října 1912)
- 1958 – Adolf A. Zahel, akademický malíř (* 18. května 1888)
- 1961 – Dominik Nejezchleb-Marcha, spisovatel a politik (* 26. května 1880)
- 1964
  - Miroslav Krejčí, hudební skladatel a pedagog (* 4. listopadu 1891)
  - Zdeněk Vavřík, knihovník, básník, prozaik a dramatik (* 21. září 1906)
- 1966 – Josef Kopal, literární historik, romanista, vysokoškolský profesor (* 25. dubna 1883)
- 1967 – František Rouček, děkan Právnické fakulty Masarykovy univerzity (* 25. dubna 1891)
- 1968 – Jan Rypka, orientalista (* 28. května 1886)
- 1972 – Karel Zapletal, pedagog a geolog (* 18. května 1903)
- 1973 – Jan Mikolášek, léčitel a znalec bylin (* 7. dubna 1889)
- 1974 – František Váhala, egyptolog (* 29. ledna 1911)
- 1975 – Marie Blažková, herečka (* 12. října 1885)
- 1980 – Josef Marek, akademický sochař (* 2. května 1913)
- 1981
  - Jaroslav Kouřil, katolický teolog (* 10. dubna 1913)
  - Emil Habr, fotbalista (* 5. ledna 1908)
- 1983 – Antonín Brož, herec, režisér a divadelní ředitel (* 9. září 1895)
- 1984 – Maxmilian Martischnig, osobnost československého odboje během 2. světové války (* 7. července 1912)
- 1986
  - Vilém Laufberger, lékař, fyziolog (* 29. srpna 1890)
  - Gertruda Sekaninová-Čakrtová, právnička, politička, diplomatka a disidentka (* 21. května 1908)
- 1987 – Vladimír Němeček, lékař a regionální historik (* 13. července 1914)
- 1989 – Alexandr Večtomov, violoncellista (* 12. listopadu 1930)
- 1992
  - Jaroslav Borovička, československý fotbalový reprezentant (* 26. listopadu 1931)
  - Jiří Maňák, československý vojenský pilot (* 16. prosince 1916)
- 2000 – Jaroslav Jakubíček, hudební skladatel a dramaturg (* 4. srpna 1929)
- 2003 – Eduard Schön, fotbalista (* 19. května 1924)
- 2009
  - Jaroslav Borovička, právník, sběratel a obchodník s uměním (* 18. srpna 1912)
  - Ludvík Štěpán, spisovatel, novinář (* 2. února 1943)
- 2012 – Miroslav Čvorsjuk, kameraman a fotograf (* 3. října 1951)
- 2014 – Antoni Szpyrc, amatérský historik, folklorista a malíř (* 1. ledna 1950)
- 2015
  - Luděk Hřebíček, kvantitativní lingvista, turkolog (* 9. června 1934)
  - Pavel Srniček, fotbalista (* 10. března 1968)
- 2019 – Miloš Vlček, restaurátor, sochař a řezbář (* 12. února 1939)
- 2020 – Josef Vondrášek, politik a poslanec (* 25. července 1950)

### Svět

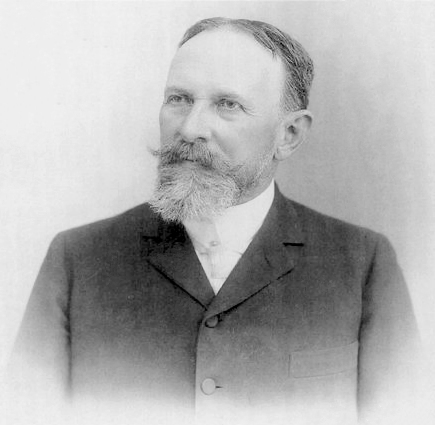
Carl Spitteler († 1924)

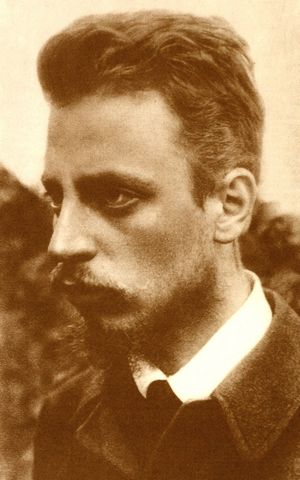
Rainer Maria Rilke († 1926)

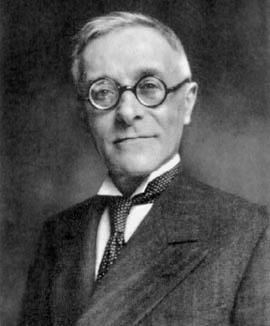
Tullio Levi-Civita († 1941)

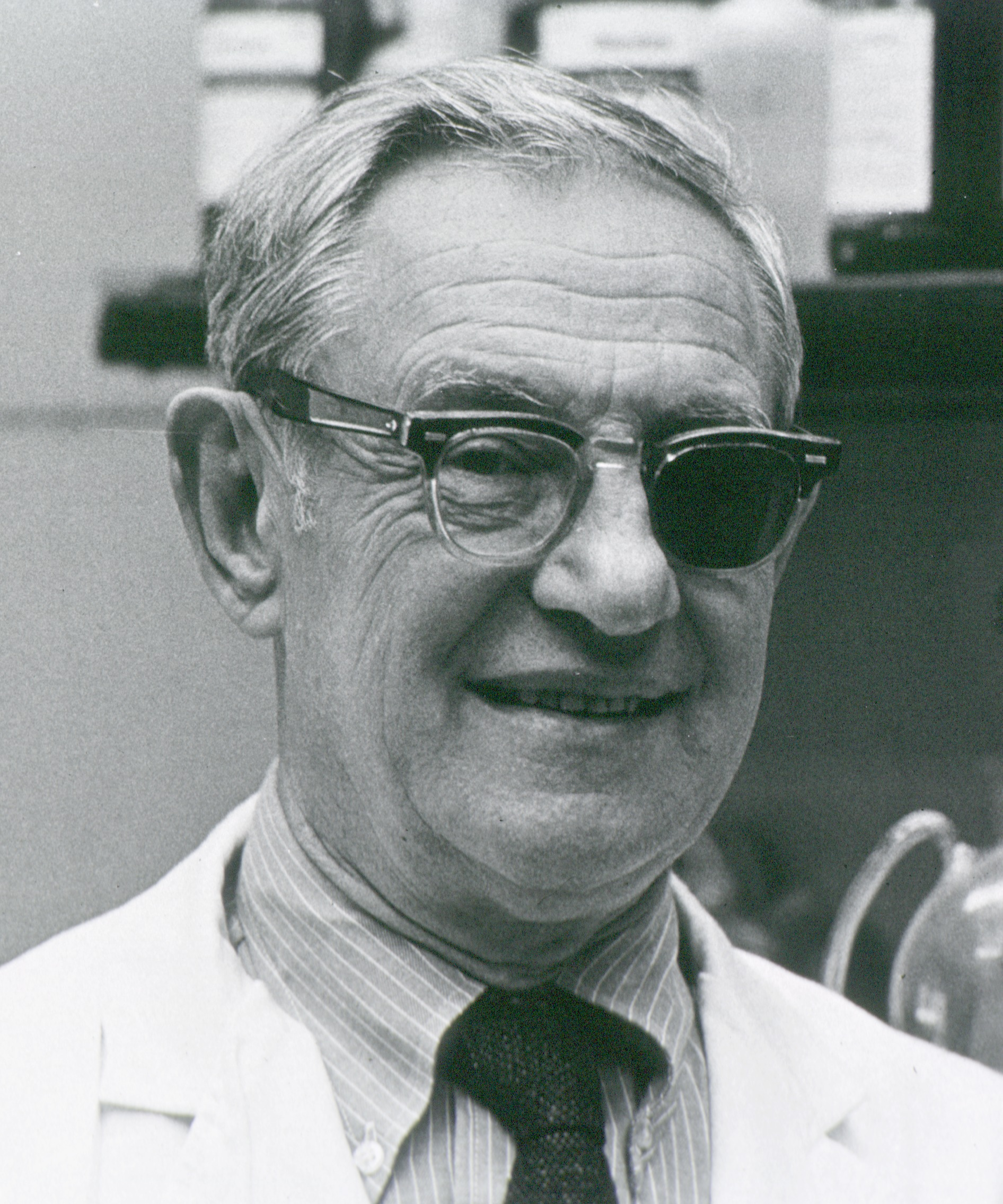
Julius Axelrod († 2004)

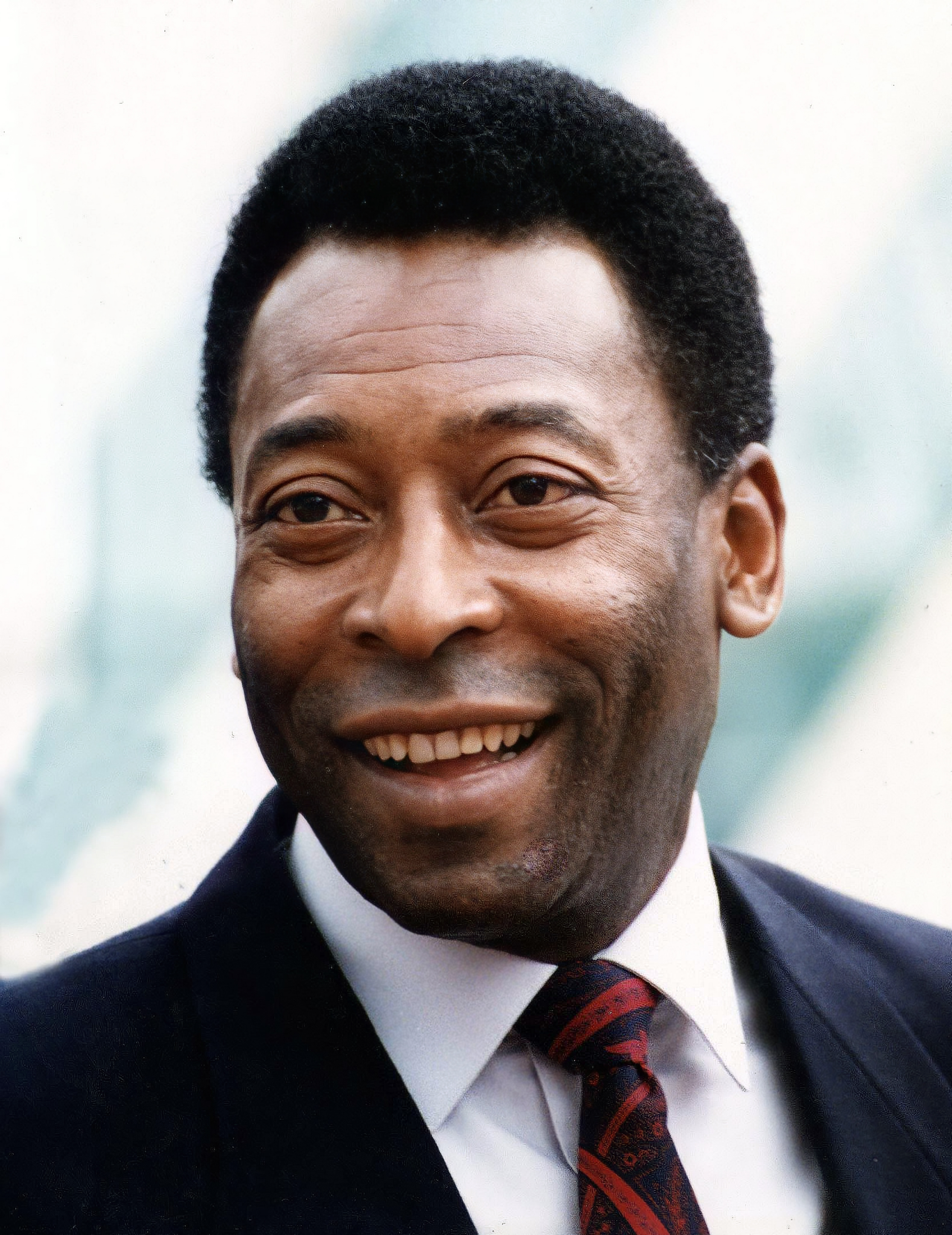
Pelé († 2022)

- 0820 – Leon V. Arménský, byzantský císař (* 775)
- 1126 – Wulfhilda Saská, bavorská vévodkyně (* 1072)
- 1170 – Thomas Becket, lord kancléř krále Jindřicha II. a arcibiskup z Canterbury (* 1118)
- 1380 – Alžběta Polská, uherská a chorvatská královna (* 15. června 1305)
- 1563 – Sebastian Castellio, francouzský humanistický učenec, filozof a protestantský teolog (* 1515)
- 1599 – Valerio Cigoli, italský renesanční sochař (* 1529)
- 1606 – Štěpán Bočkaj, sedmihradský kníže a uherský protikrál (* 1557)
- 1656 – Girolama Mazzarini, francouzská šlechtična a sestra kardinála Mazarina (* 5. prosince 1614)
- 1689 – Tomáš Sydenham, významný anglický lékař (* 10. září 1624)
- 1772 – Ernest Jan Biron, ruský regent v zastoupení nedospělého cara Ivana VI. (* 23. listopadu 1690)
- 1790 – Marie Tereza Cybo-Malaspina, vévodkyně z Massy a princezna z Carrary (* 29. červen 1725)
- 1806 – Charles Lennox, 3. vévoda z Richmondu, britský maršál a šlechtic (* 22. února 1735)
- 1815 – Saartjie Baartmanová, khoikhoiská žena, předváděná v panoptikách jako Hotentotská Venuše (* asi 1789)
- 1825 – Jacques-Louis David, francouzský klasicistický malíř (* 30. srpna 1748)
- 1829 – Jindřiška Nasavsko-Weilburská, manželka arcivévody Karla Rakouského (* 30. října 1797)
- 1834 – Thomas Robert Malthus, anglický ekonom a anglikánský pastor (* 13. února 1766)
- 1847 – William Crotch, anglický varhaník, hudební skladatel, pedagog a malíř (* 5. července 1775)
- 1862 – François-Nicolas-Madeleine Morlot, francouzský kardinál (* 28. prosince 1795)
- 1877 – Angelica Van Burenová, snacha 8. prezidenta USA Martina Van Burena, první dáma (* 13. února 1818)
- 1883 – Francesco de Sanctis, italský politik, literární historik a kritik (* 28. března 1817)
- 1887 – Ferdinand Johann Wiedemann, německo-švédský lingvista (* 30. března 1805)
- 1889 – Priscilla Tylerová, snacha 10. prezidenta USA Johna Tylera, první dáma (* 14. června 1816)
- 1891 – Leopold Kronecker, německý matematik (* 7. prosince 1823)
- 1896 – Alexander Milne, britský admirál (* 10. listopadu 1806)
- 1902 – August Łoś, rakouský šlechtic a politik (* 3. prosince 1829)
- 1910 – Reginald Doherty, britský tenista (* 14. října 1872)
- 1920 – Giovanni Oliva, rakouský politik italské národnosti (* 5. července 1852)
- 1921 – Hermann Paul, německý jazykovědec (* 7. srpna 1846)
- 1924
  - Jan Pindór, polský evangelický pastor a spisovatel (* 5. prosince 1852)
  - Carl Spitteler, švýcarský spisovatel, nositel Nobelovy ceny (* 1845)
- 1925 – Félix Vallotton,  švýcarsko-francouzský malíř a grafik (* 1865)
- 1926
  - Rainer Maria Rilke, český básník píšící německy (* 1875)
  - Johann Pabst, rakouský křesťansko sociální politik (* 21. srpna 1860)
- 1929 – Wilhelm Maybach, německý konstruktér automobilů († 1929)
- 1936
  - Robert Demachy, francouzský fotograf (* 7. července 1859)
  - Hamid Šahinović, bosenskohercegovský spisovatel, dramatik a právník (* 1879/82)
  - Aproniano de Felipe González, španělský římskokatolický kněz a mučedník (* 2. února 1898)
  - Jacinto Gutiérrez Terciado, španělský římskokatolický řeholník a  mučedník (* 3. července 1909)
- 1939 – Guy Warren Ballard, zakladatel Hnutí Já jsem (* 28. července 1878)
- 1940 – Dov Hoz, jeden z vůdců dělnického sionismu (* 19. září 1894)
- 1941
  - Tullio Levi-Civita, italský matematik (* 29. března 1873)
  - Franz Joseph, hrabě z Kagenecku, německý šlechtic (* 8. ledna 1915)
- 1943 – Karl Heinold, ministr vnitra Předlitavska (* 25. srpna 1862)
- 1944 – Karol Mladý, český voják a velitel výsadku Embassy (* 9. června 1916)
- 1947 – Tefta Tashko-Koçová, albánská operní pěvkyně a sopranistka (* 2. listopadu 1910)
- 1952 – Fletcher Henderson, americký klavírista (* 18. prosince 1897)
- 1961 – Anton Flettner, německý letecký konstruktér (* 1. listopadu 1885)
- 1970
  - Adalbert Bavorský, bavorský princ z rodu Wittelsbachů (* 3. června 1886)
  - Marie Menken, americká experimentální filmařka litevského původu (* 25. května 1909)
- 1971 – Edwin Smith, anglický fotograf (* 15. května 1912)
- 1976 – Ivo Van Damme, belgický běžec, dvojnásobný stříbrný olympijský medailista (* 21. února 1954)
- 1979 – Rozália Harciniková, slovenská a československá politička (* 7. dubna 1943)
- 1980
  - Tim Hardin, americký folkový hudebník a skladatel (* 23. prosince 1941)
  - Naděžda Mandelštamová, ruská spisovatelka (* 30. října 1899)
- 1981
  - Jack Cameron, kanadský hokejista (* 3. prosince 1902)
  - Miroslav Krleža, chorvatský spisovatel (* 7. července 1893)
- 1984 – Gregor Hradetzky, rakouský varhanář (* 31. ledna 1909)
- 1986
  - Harold Macmillan, premiér Velké Británie (* 1894)
  - Andrej Tarkovskij, ruský režisér (* 4. dubna 1932)
- 1989 – Süreyya Ağaoğlu, turecká spisovatelka (* 1903)
- 1991 – Ronald Richter, argentinský fyzik (* 11. října 1909)
- 1995 – Lita Grey, americká herečka a druhá žena Charlieho Chaplina (* 15. dubna 1908)
- 2002 – Július Satinský, slovenský herec (* 20. srpna 1941)
- 2004
  - Julius Axelrod, americký biochemik, farmakolog a neurolog, nositel Nobelovy ceny za fyziologii a lékařství (* 1912)
  - Jerry Orbach, americký herec (* 20. října 1935)
- 2005 – Ján Pirč, slovenský a československý politik (* 16. května 1924)
- 2007 – Phil O'Donnell, skotský fotbalista (* 1972)
- 2008 – Freddie Hubbard, americký jazzový trumpetista (* 7. dubna 1938)
- 2009 – Katherine Terrell Švejnarová, americká profesorka ekonomie, manželka Jana Švejnara (* 25. ledna 1950)
- 2012 – Salvador Reyes, mexický fotbalista (* 20. září 1936)
- 2013
  - Wojciech Kilar, polský hudební skladatel (* 17. července 1932)
  - Besik Kuduchov, ruský zápasník volnostylař (* 15. srpen 1986)
  - Eero Mäntyranta, finský běžec na lyžích (* 20. listopadu 1937)
- 2014 – Odd Iversen, norský fotbalista (* 6. listopadu 1945)
- 2015
  - Elżbieta Krzesińská, polská atletka, olympijská vítězka (* 11. listopadu 1934)
- 2016
  - Néstor Gonçalves, uruguayský fotbalista (* 27. dubna 1936)
  - Ferdinand Kübler, švýcarský cyklista (* 24. července 1919)
  - William Salice, italský vynálezce Kinder vajíček (* 18. července 1933)
- 2017 – María del Carmen Franco y Polo, jediná dcera španělského diktátora Franca Pola (* 14. září 1926)
- 2019
  - Neil Innes, britský zpěvák a spisovatel (* 9. prosince 1944)
  - Gennadij Valjukevič, běloruský atlet (* 1. června 1958)
- 2020
  - Claude Bolling, francouzský jazzový pianista, skladatel, aranžér (* 10. dubna 1930)
  - Pierre Cardin, francouzský návrhář a podnikatel (* 2. července 1922)
- 2022 – Pelé, brazilský fotbalista (* 23. října 1940)
- 2024 – Jimmy Carter, 39. prezident USA (* 1. října 1924)

## Svátky

### Česko
- Judita
- Juta
- Natan, Natanael
- Milada

### Svět
- Texas: Den vstupu do Unie
- Irsko: Den ústavy
- Mongolsko: Den nezávislosti

### Liturgický kalendář
- Sv. Tomáš Becket

| 29. prosinec v pražském KlementinuÚdaje jsou platné k 8. 7. 2025. | 29. prosinec v pražském KlementinuÚdaje jsou platné k 8. 7. 2025. | 29. prosinec v pražském KlementinuÚdaje jsou platné k 8. 7. 2025. |
| minimum                                                           | denní průměr                                                      | maximum                                                           |
| ----------------------------------------------------------------- | ----------------------------------------------------------------- | ----------------------------------------------------------------- |
| −24,7 °C (1799)                                                   | 1,2 °C (od 1961)                                                  | 14,2 °C (1974)                                                    |